# Shadow Generations
Shadow Generations (яп. シャドウ ジェネレーションズ Сядо Джэнэрэ:сёндзу, с англ. — «Шэдоу: Поколения») — компьютерная игра в жанре платформера, разработанная студией Sonic Team и изданная компанией Sega. Это вторая игра серии Sonic the Hedgehog, в которой главным героем выступает ёж Шэдоу. Сюжет игры развивается параллельно событиям Sonic Generations и повествует о противостоянии Шэдоу и его заклятого врага Блэк Дума. Shadow Generations не была выпущена отдельно, а вошла в состав сборника Sonic X Shadow Generations, также включающего ремастер Sonic Generations. Релиз игры состоялся 25 октября 2024 года для платформ Nintendo Switch, PlayStation 4, PlayStation 5, Xbox One, Xbox Series X/S и Windows, а в июне 2025 года для Nintendo Switch 2.

## Игровой процесс
Shadow Generations — платформер, сочетающий двухмерную и трёхмерную перспективы. Уровни Shadow Generations, как и в Sonic Generations, взяты из предыдущих игр серии Соника: Sonic Adventure 2, Sonic Heroes, Sonic the Hedgehog 2006 года, Sonic Forces и Sonic Frontiers. Шэдоу служит игровым персонажем и управляется аналогично Сонику, но может использовать свою способность «Хаос Контроль» для замораживания объектов и доступа к альтернативным путям. По мере продвижения по сюжету, Шэдоу открывает новые способности, именуемые Мощью Злого Рока (англ. Doom Powers). В отличие от центрального мира (англ. Hub World) в 2D в Sonic Generations, центральный мир в Shadow Generations представлен в 3D и включает в себя элементы открытого мира, аналогичные геймплею Sonic Frontiers.

## Сюжет
Сюжетная кампания разворачивается параллельно событиям Sonic Generations. Во время празднования дня рождения ежа Соника, ёж Шэдоу отправляется в заброшенную космическую колонию ARK, чтобы расследовать проявляющеюся там странную активность. Он обнаруживает, что Блэк Дум, лидер инопланетной расы Блэк Армс, выжил после их последнего столкновения и теперь охотится на ежа. Продвигаясь по станции, Шэдоу находит поддельный изумруд Хаоса, ранее созданный Тейлзом. Неожиданно, появляется Пожиратель Времени, и Шэдоу попадает во временную аномалию под названием Пустое пространство, над которым парит большой объект — Чёрная Луна. Исследуя Пустое пространство, Шэдоу обнаруживает реликвии, которые заставляют его тело мутировать и развивать новые способности. Блэк Дум рассказывает Шэдоу, что он планирует использовать силу временной аномалии, чтобы возродить свою армию и завоевать мир, предупреждая Шэдоу, что они вновь сразятся, когда его силы полностью пробудятся. Шэдоу позже встречает Марию и Джеральда Роботника, которых Пожиратель перенёс из времени, предшествовавшего их смерти, а также летучую мышь Руж и робота E-123 Омега.
По мере того, как силы Шэдоу растут, Чёрная Луна начинает мутировать. Джеральд объясняет, что, поскольку они кровно связаны, Блэк Дум и Чёрная Луна становятся всё могущественнее по мере развития способностей Шэдоу. Профессор приходит к выводу, что Блэк Дум планирует взять Шэдоу под свой контроль и использовать его в качестве нового тела, когда его силы полностью проявятся. В один момент Шэдоу и Соник (которого Пожиратель так же перенёс в Пустое пространство вместе с друзьями) пересекаются, и после небольшого боя Соник забирает у Шэдоу изумруд Хаоса. Шэдоу рассказывает Руж, что Соник забрал поддельный изумруд, а настоящий остался у него.
Шэдоу начинает портиться под воздействием своих сил, но упорно продолжает бороться с ними благодаря поддержке Марии. После того, как Чёрная Луна полностью мутирует, Блэк Дум требует, чтобы Шэдоу встретился с ним на её вершине. Шэдоу выдвигается к Чёрной Луне, чтобы сразиться с Адским Блэк Думом. Потерпев поражение, инопланетянин перевоплощается в свою высшую форму — Нео Блэк Дум, после чего начинается вторая и последняя схватка. Шэдоу побеждает его и уничтожает Чёрную Луну, потеряв при этом свои приобретённые способности. Когда Шэдоу возвращается к Джеральду и Марии, из-за потери Блэк Думом своей силы они начинают возвращаться в свою временную линию. Хотя Шэдоу не хочет снова терять близких ему людей, Мария уговаривает его отпустить их и жить дальше. Руж так же пытается приободрить Шэдоу и убедить его отдать настоящий изумруд Хаоса Классическому и Современному Соникам, которые в это время безуспешно противостоят Пожирателю. Шэдоу со слезами на глазах соглашается и уходит вместе с Руж, чтобы помочь двум ежам.

## Разработка
Shadow Generations является частью маркетинговой кампании под названием «Fearless: Year of Shadow», посвящённой ежу Шэдоу. Кацуюки Шигихара, один из дизайнеров Sonic Generations, выступил режиссёром Shadow Generations; другие члены Sonic Team, работавшие над Sonic Generations, также внесли свой вклад. Продюсер серии Sonic the Hedgehog Такаси Иидзука сказал, что, как и в Sonic Generations, Sonic Team решили вернуться к уровням из прошлых игр серии, чтобы вспомнить историю Шэдоу. Они выбрали уровни, которые сочли самыми интересными и популярными среди фанатов, интегрировав элементы открытого мира из Sonic Frontiers для добавления современных элементов.

## Маркетинг и выпуск
Sega анонсировала Shadow Generations вместе с ремастером Sonic Generations 31 января 2024 года во время одной из трансляций PlayStation State of Play. Релиз обоих проектов в составе Sonic X Shadow Generations для Nintendo Switch, PlayStation 4, PlayStation 5, Xbox One, Xbox Series X/S и Windows состоялся 25 октября 2024 года. Video Games Chronicle сравнило это с тем, как Nintendo объединила игру Super Mario — Bowser’s Fury (2021) с переизданием Super Mario 3D World (2013) в Super Mario 3D World + Bowser’s Fury. Бонусы за предварительный заказ игры включают скин ежа Териоса — ранней версии дизайна Шэдоу, а также буклет, подробно описывающий создание Шэдоу внутри вымышленной вселенной с точки зрения Джеральда Роботника. Также осенью 2024 года был выпущен трёхсерийный мини-мультсериал Sonic X Shadow Generations: Dark Beginnings, сюжет которого, написанный Яном Флинном, является прологом к сюжету игры, а анимация выполнена студией Giggex.
12 декабря 2024 года было выпущено небольшое дополнение к игре, приуроченное к выходу фильма «Соник 3 в кино»: Шэдоу в нём озвучил актёр Киану Ривз, который так же озвучил его в фильме, а действие разворачивается в Токио. Дополнение включено в расширенное издание игры, но его также можно купить отдельно.
2 апреля 2025 года компания Sega объявила, что Sonic x Shadow Generations станет одной из игр стартовой линейки для консоли Nintendo Switch 2, которая вышла на ней 5 июня этого года.

## Оценки и мнения
| Сводный рейтинг       | Сводный рейтинг                            |
| Агрегатор             | Оценка                                     |
| --------------------- | ------------------------------------------ |
| Metacritic            | 80/100 (PS5) 81/100 (Switch) 76/100 (XSXS) |
| OpenCritic            | 87%                                        |
| Иноязычные издания    |                                            |
| Издание               | Оценка                                     |
| Digital Trends        | [ 18 ]                                     |
| Eurogamer             | [ 19 ]                                     |
| GameSpot              | (PS5) 6/10                                 |
| Hardcore Gamer        | (PS5) 4/5                                  |
| IGN                   | (PS5) 9/10                                 |
| Nintendo Life         | (Switch) 9/10                              |
| Nintendo World Report | (Switch) 8/10                              |
| Push Square           | (PS5)                                      |
| Shacknews             | 8/10                                       |
| VG247                 | [ 27 ]                                     |
| Video Games Chronicle | [ 28 ]                                     |
| Русскоязычные издания |                                            |
| Издание               | Оценка                                     |
| StopGame.ru           | «Похвально»                                |

Сборник Sonic X Shadow Generations получил положительные отзывы. Особой похвалы журналистов удостоилась сюжетная кампания за Шэдоу. Джада Грифинн из издания IGN отметила, что данное переиздание «переплёвывает остальные переиздания во франшизе Sonic the Hedgehog» и надеется, что сборник станет «золотым стандартом» для последующих переизданий от Sega.

### Продажи
В день выхода было продано миллион копий сборника, включая и физические, и цифровые копии. 24 января 2025 года было объявлено, что сборник достиг продаж в 2 миллиона копий.